# Felipe Carvalho
Luis Felipe Carvalho da Silva, född 18 september 1993 i Rivera, är en uruguayansk fotbollsspelare som spelar för uruguayanska River Plate. Han har tidigare spelat för bland annat Malmö FF och Falkenbergs FF.

## Karriär
Carvalho gjorde sin debut för Tacuarembó den 15 februari 2015 i en 1–0-hemmaförlust mot Rentistas. Han spelade totalt 15 matcher för Tacuarembó i Primera División de Uruguay.
Den 11 juli 2015 värvades Carvalho av Malmö FF, där han skrev på ett 2,5-årskontrakt. Han spelade med MFF i Champions League 2015 och låg bakom ett av målen i kvalet mot Celtic. I juli 2016 lånades Carvalho ut till Falkenbergs FF för resten av säsongen.
Den 18 december 2017 värvades Carvalho av norska Vålerenga. I juli 2018 förlängde han sitt kontrakt med tre år. I januari 2019 lånades Carvalho ut till Nacional på ett låneavtal över säsongen 2019.